# Marziale Cerutti
Marziale Cerutti (Olaszország, Brescia, 1895. március 10. - 1946. május 26.) egy híres olasz ászpilóta volt. Népszerűséget az első világháború során szerzett, amelyben mint őrmester szolgált. A Nagy Háború alatt 17 igazolt légi győzelmet szerzett (tehát 17 ellenséges repülőgépet lőtt le). A háborút túlélte, 1946-ban hunyt el egy motorbaleset következtében.

## Élete

### Katonai szolgálata
Ceruttti korai karrierje nem ismert. A légierőhöz nagy valószínűséggel 1916 derekán került. Az alapkiképzés elvégzése, és a pilótaigazolvány megszerzése után a Squadriglia 79 (79. Vadászrepülő Osztag) pilótája majd később az osztag legeredményesebb és legmegbecsültebb katonája lett. 1917-ben kapta meg a korszerű Nieuport 27 vadászrepülőgépét, azonban nem ismert, hogy Cerutti korábban milyen típust repült. Gépének törzsére a MIR (nagy valószínűséggel beceneve) került. Első légi győzelmét 1917. november 24-én, délben aratta. Rá öt percre Cerutti még egy ellenséges, ráadásul kétüléses vadászgépet lőtt le. November 27-én újabb bevetésre indult, és Piave felett megszerezte harmadik légi győzelmét. Több hónap szünet után Marziale Cerutti és bajtársa Antonio Reali két légi győzelmet szerzett, így Cerutti megszerezte ötödik, Reali pedig második légi győzelmét. Később ők ketten lettek a 79. Vadászrepülő Osztag legeredményesebb ászpilótái. 1918 februárjában további három, majd márciusban ismét egy légi győzelmet könyvelhetett el magának. 1918. június 21-én két ellenséges repülőt lőtt le, megszerezve ezzel tíz, és tizenegyedik légi győzelmét. Három napra rá lelőtt egy Hansa-Brandenburg C.I-est, majd június 31-én egy légi ballont. A háború végéig még további 4 légi győzelmet szerzett, utolsót október 27-én.

### Légi győzelmei
| Sorszám | Dátum                | Egység | Repülőgép   | Ellenfél              |
| ------- | -------------------- | ------ | ----------- | --------------------- |
| 1       | 1917. november 24.   | 79ª    | Nieuport 27 | Felderítő             |
| 2       | 1917. november 24.   | 79ª    | Nieuport 27 | Kétüléses             |
| 3       | 1917. november 27.   | 79ª    | Nieuport 27 | Kétüléses             |
| 4       | 1918. január 28.     | 79ª    | Nieuport 27 | Ismeretlen            |
| 5       | 1918. január 28.     | 79ª    | Nieuport 27 | Ismeretlen            |
| 6       | 1918. február 5.     | 79ª    | Nieuport 27 | Kétüléses             |
| 7       | 1918. február 11.    | 79ª    | Nieuport 27 | Felderítő             |
| 8       | 1918. február 24.    | 79ª    | Nieuport 27 | Felderítő             |
| 9       | 1918. március 25.    | 79ª    | Nieuport 27 | Ismeretlen            |
| 10      | 1918. június 21.     | 79ª    | Nieuport 27 | Ismeretlen            |
| 11      | 1918. június 21.     | 79ª    | Nieuport 27 | Ismeretlen            |
| 12      | 1918. június 24.     | 79ª    | Nieuport 27 | Hansa-Brandenburg C.I |
| 13      | 1918. június 31.     | 79ª    | Nieuport 27 | Légi ballon           |
| 14      | 1918. augusztus 10.  | 79ª    | Nieuport 27 | Ismeretlen            |
| 15      | 1918. szeptember 11. | 79ª    | Nieuport 27 | Ismeretlen            |
| 16      | 1918. szeptember 26. | 79ª    | Nieuport 27 | Ismeretlen            |
| 17      | 1918. október 27.    | 79ª    | Nieuport 27 | Albatros D.III        |

### További élete
A háborút túlélte, 1946-ban hunyt el egy motorbalesetben.